# Stockholms konsistorium
Stockholms konsistorium var ett kyrkligt konsistorium i Uppsala ärkestift för alla församlingar inom Stockholms stad. Detta gällde även för de församlingar inom staden som ingick i Strängnäs stift, det vill säga som låg söder om Slussen. Det var likställt med ett domkapitel där pastor primarius var preses istället för en biskop. Stockholms konsistorium upphörde då Stockholms stift bildades 1 juli 1942 och det nya stiftet fick ett eget domkapitel.

## Administrativ historik
Vid upphörandet 1 juli 1942 delades församlingarna upp i 
Stockholms domprosteri med 
- Storkyrkoförsamlingen
- Klara församling
- Jakobs församling före 1 maj 1907 benämnd Jakob och Johannes församling
- Kungsholms församling
- S:t Görans församling bildad 1925
- Adolf Fredriks församling
- samt de ej territoriella Tyska S:ta Gertruds församling och Finska församlingen

Stockholms kontrakt med
- Johannes församling bildad 1 maj 1907
- Hedvig Eleonora församling
- Oscars församling bildad 1 maj 1906
- Engelbrekts församling bildad 1 maj 1906
- Gustav Vasa församling bildad 1906
- Matteus församling bildad 1906
- Maria Magdalena församling
- Högalids församling bildad 1925
- Katarina församling
- Sofia församling bildad 1 maj 1917
- Brännkyrka församling som 1913 tillförts från Södertörns kontrakt
- Enskede församling bildad 1931

## Personal

### Konsistorienotarier
Lista över konsistorienotarier i Stockholms konsistorium.

- 1652–1662: Johannes Iheringius
- 1662–1666: Gabriel Alm
- 1666–1674: Ericus Noraeus
- 1674–1679: Jonas Eek
- 1679–1683: Johannes Erici Sigtunius
- 1683–1704: Jonas Gallerius
- 1704–1716: Johannes Holm
- 1716–1727: Esaias Hasselhuhn
- 1727–1734: Petrus Olai Eckman
- 1734–1739: Laurentius Stierner
- 1739–1740: Samuel Törling
- 1740–1742: Jonas Ask
- 1742–1750: Johan Helledaij
- 1750–1760: Olof Gråberg
- 1760–1766: Johan Brander
- 1766–1770: Nils Jakob Nymansson
- 1770–1777: Matthias Stålberg
- 1777–1783: Nils Insulin
- 1783–1786: Lars Hambraeus
- 1786–1789: Olof Hambraeus
- 1789–1804: Eric Magnus Lindströmer
- 1804–1807: Nils Törnell
- 1808–1816: Eric Agrell
- 1816–1823: Herlog Stenberg
- 1823–1833: Olof Erland Rogberg
- 1831: Per Adolph Sondén
- 1833–1843: Esaias Magnus Tegnér
- 1844–1846: Christopher Olofsson Angeldorff
- 1848–1872: Anders Lindberg
- 1873–1904: Anders Herman Hallin